# 欧亜航空
欧亜航空公司（中国語：歐亞航空公司、英語：Eurasia Aviation Corporation）は、かつて存在した中華民国・上海を本拠とした航空会社。ドイツ・ルフトハンザと中華民国交通部による合弁企業（出資比率は、中華民国2/3、ルフトハンザ1/3）であり、国営企業として分類されていた。英文名称を元に「ユーラシア航空」とも呼ばれる。

## 就航路線
日中戦争直前期の就航路線は下記の通り。
- 上海 - 南京 - 鄭州 - 西安 - 蘭州 - 包頭 - 満州里[5]
- 鄭州 - 北平（北京）
- 西安 - 成都 - 昆明

## 所有機材
- ユンカース W33[3]
- ユンカース W34[6]
- ユンカース Ju52

## 合弁解消
1937年、日中戦争勃発により本拠を西安に移動するも経営困難に直面。1941年、独華断交に至り事実上運営を停止、ドイツ人社員は帰国。中華民国交通部がドイツ資産の凍結や株式買収を行なった。1943年、欧亜航空は正式に解散となり、社名を中央航空公司に改組。旅客機は政府が接収し軍用物資の運搬業務などに当たる。
第2次大戦後は復興事業でもう一社の外資との合弁航空会社「中国航空公司」と共に主力となった。1946年には米軍余剰物資の輸送機や部品を購入し、戦時中に運休した路線も含め1946年初頭には運航再開した。